# Jonathan Vilma
Jonathan Polynice Vilma (Coral Gables, 16 aprile 1982) è un giocatore di football americano statunitense che gioca nel ruolo di linebacker nella National Football League e dal 2014 è free agent. Fu scelto dai New York Jets come 12º assoluto nel Draft NFL 2004. Al college ha giocato a football all'Università di Miami.

## Carriera professionistica

### New York Jets
Vilma fu scelto come dodicesimo assoluto del Draft 2004 dai Jets. Durante la sua stagione da rookie, egli mise a segno 107 tackle, 2 sack e 3 intercetti, uno dei quali ritornato in un touchdown. Vilma fu nominato miglior difensore rookie dall'Associated Press.
Nel 2005, Vilma guidò la NFL in tackle con 169, forzò 4 fumble, mezzo sack ed un interception e, in sostituzione di Zach Thomas, fu convocato per il suo primo Pro Bowl. Nel 2006, Vilma ebbe un'altra solida stagione. Egli compì 114 tackle, un fumble forzato, un fumble recuperato ed un intercetto.
Il 27 ottobre 2007, Vilma fu messo in lista infortunati. Egli subì un infortunio al ginocchio che pose fine alla sua stagione durante la gara dei New York Jets della settimana 7 contro i Cincinnati Bengals. A Vilma al tempo delle scuole superiori fu diagnosticato un disturbo che indeboliva le sue ossa e gli creava instabilità, soprattutto nella zona delle ginocchia, e questa fu una delle possibili cause della prematura fine della sua annata nel 2007.

### New Orleans Saints
Il 29 febbraio 2008, i Jets scambiarono Vilma coi New Orleans Saints per una scelta del quarto giro del Draft NFL 2008 NFL Draft ed una scelta condizionata del Draft NFL 2009 (che si rivelò essere una scelta del terzo giro). L'allora capo-allenatore dei Jets Eric Mangini nominò titolari al suo posto i linebacker Eric Barton e David Harris.
Nella sua prima stagione coi Saints, Vilma fu una delle poche note positive di una linea difensiva non all'altezza. Vilma giocò tutte e 16 le partite e fece registrare 132 tackle ed un sack. Il 27 febbraio 2009, Vilma firmò un contratto quinquennale del valore 34 milioni di dollari coi New Orleans Saints.
I Saints iniziarono la stagione 2009 vincendo le prime 13 partite consecutive, prima di perdere le ultime tre. La possibilità di saltare il turno delle wild card si rivelò di gran beneficio per la squadra, che poté ritemprarsi dopo il difficile finale di stagione regolare. Nel division round dei playoff, i Saints superarono i Cardinals 41-14 e nella finale della NFC i Minnesota Vikings per 31-28 nei tempi supplementari.  Il 7 febbraio 2010, i Saints sconfissero i favoriti Indianapolis Colts nel Super Bowl XLIV disputato a Miami e Vilma si laureò per la prima volta campione NFL. Vilma fece un intervento decisivo deviando un passaggio su una situazione di terzo&11 nel quarto periodo che guidò i Saints alla vittoria.
Nella prima gara della stagione 2010, Jonathan Vilma intercettò un passaggio del quarterback dei Minnesota Vikings Brett Favre. I Saints in seguito vinsero la partita 14–9. Vilma giocò da titolare tutte le 16 gare stagionali terminando con 105 tackle ed un massimo in carriera di 4,0 sack, venendo convocato per il terzo Pro Bowl della carriera.
Nell'annata 2011, Vilma giocò 11 partite, tutte da titolare, con 54 tackle e 2 passaggi deviati. A fine stagione, fu votato al 58º posto nella NFL Top 100, l'annuale classifica dei migliori cento giocatori della stagione.
Dopo il termine della stagione 2011, nella lega emerse lo scandalo delle taglie dei New Orleans Saints. Vilma si rivelò essere una figura centrale in questo scandalo in cui lui, diversi suoi compagni di squadra nella difesa, e l'allora coordinatore della difesa Gregg Williams gestirono un sistema di "taglie" per mettere fuori gioco i più importanti giocatori delle squadre avversarie. Secondo un'indagine della lega, Vilma offrì 10.000 dollari in contanti a chiunque infortunasse Favre durante la finale della NFC del 2009. Favre fu colpito duramente durante quella gara e forzato a stare fuori dal campo per un breve periodo a causa di un infortunio alla caviglia. Dei 27 giocatori dei Saints trovati coinvolti, Vilma fu quello che subì la condanna più pesante, venendo squalificato dalla lega per l'intera stagione 2012. Il 7 settembre 2012, la commissione a cui si era rivolta in appello l'Associazione Giocatori sospese unanimemente le pene di Vilma e degli altri tre atleti coinvolti, permettendo loro di essere schierabili nell'imminente prima giornata della stagione 2012.
Divenuto free agent alla fine della stagione 2013, il 13 febbraio 2014 i Saints annunciarono che non avrebbero rinnovato il contratto a Vilma.

## Palmarès

### Franchigia
- Super Bowl : 1

New Orleans Saints: Super Bowl XLIV
- National Football Conference Championship: 1

New Orleans Saints: 2009

### Individuale
- Convocazioni al Pro Bowl: 3

2005, 2009, 2010
- Rookie difensivo dell'anno - 2004
- Leader della NFL in tackle: 1

2005
- PFWA All-Rookie Team - 2004

## Statistiche
Stagione regolare
| Anno   | Squadra            | G   | Tackle | Sol | Ast | Sack | INT | Y INT | FF | FR | PD | TD |
| ------ | ------------------ | --- | ------ | --- | --- | ---- | --- | ----- | -- | -- | -- | -- |
| 2004   | New York Jets      | 16  | 107    | 77  | 30  | 2    | 3   | 58    | 0  | 1  | 5  | 1  |
| 2005   | New York Jets      | 16  | 169†   | 124 | 45  | 0.5  | 1   | 1     | 4  | 1  | 6  | 0  |
| 2006   | New York Jets      | 16  | 114    | 67  | 47  | 0    | 1   | 0     | 1  | 1  | 4  | 0  |
| 2007   | New York Jets      | 7   | 43     | 32  | 11  | 0    | 1   | 1     | 1  | 0  | 4  | 0  |
| 2008   | New Orleans Saints | 16  | 132    | 98  | 34  | 1    | 1   | 8     | 2  | 3  | 6  | 0  |
| 2009   | New Orleans Saints | 16  | 110    | 87  | 23  | 2    | 3   | 25    | 0  | 0  | 8  | 0  |
| 2010   | New Orleans Saints | 16  | 105    | 71  | 34  | 4    | 1   | 5     | 3  | 1  | 3  | 0  |
| Totale |                    | 103 | 780    | 556 | 224 | 9.5  | 11  | 98    | 11 | 7  | 36 | 1  |

† Leader della lega